# Malawi op de Olympische Zomerspelen 2020
Malawi nam deel aan de Olympische Zomerspelen 2020 in Tokio, Japan.

## Atleten
| sport        | vrouwen | mannen | totaal |
| ------------ | ------- | ------ | ------ |
| Atletiek     | 0       | 1      | 1      |
| Boogschieten | 1       | 0      | 1      |
| Judo         | 0       | 1      | 1      |
| Zwemmen      | 1       | 1      | 2      |
| totaal       | 2       | 3      | 5      |

## Deelnemers en Resultaten

### Atletiek
Vrouwen
Loopnummers
| atlete           | onderdeel | series   | series | kwartfinale | kwartfinale | halve finale   | halve finale   | finale         | finale         |
| atlete           | onderdeel | tijd     | rang   | tijd        | rang        | tijd           | rang           | tijd           | rang           |
| ---------------- | --------- | -------- | ------ | ----------- | ----------- | -------------- | -------------- | -------------- | -------------- |
| Asimenye Simwaka | 100 m     | 11,76 NR | 2 Q    | 11,68 NR    | 8           | niet geplaatst | niet geplaatst | niet geplaatst | niet geplaatst |

### Boogschieten
Mannen
| atleet       | onderdeel   | plaatsingsronde | plaatsingsronde | eerste ronde         | tweede ronde         | derde ronde          | kwartfinale          | halve finale         | finale / BM          | finale / BM |
| atleet       | onderdeel   | score           | rang            | tegenstander uitslag | tegenstander uitslag | tegenstander uitslag | tegenstander uitslag | tegenstander uitslag | tegenstander uitslag | rang        |
| ------------ | ----------- | --------------- | --------------- | -------------------- | -------------------- | -------------------- | -------------------- | -------------------- | -------------------- | ----------- |
| Areneo David | individueel | 562             | 64              | Kim J-d V 0 – 6      | niet geplaatst       | niet geplaatst       | niet geplaatst       | niet geplaatst       | niet geplaatst       | 33          |

### Judo
Vrouwen
| atlete           | onderdeel | eerste ronde         | tweede ronde         | derde ronde          | kwartfinale          | halve finale         | herkansing           | finale / BM          | finale / BM    |
| atlete           | onderdeel | tegenstander uitslag | tegenstander uitslag | tegenstander uitslag | tegenstander uitslag | tegenstander uitslag | tegenstander uitslag | tegenstander uitslag | rang           |
| ---------------- | --------- | -------------------- | -------------------- | -------------------- | -------------------- | -------------------- | -------------------- | -------------------- | -------------- |
| Harriet Boniface | −48 kg    | n.v.t.               | Chibana V 000-100    | niet geplaatst       | niet geplaatst       | niet geplaatst       | niet geplaatst       | niet geplaatst       | niet geplaatst |

### Zwemmen
Mannen
| atleet       | onderdeel       | series | series | halve finale   | halve finale   | finale         | finale         |
| atleet       | onderdeel       | tijd   | rang   | tijd           | rang           | tijd           | rang           |
| ------------ | --------------- | ------ | ------ | -------------- | -------------- | -------------- | -------------- |
| Filipe Gomes | 50 m vrije slag | 24,00  | 47     | niet geplaatst | niet geplaatst | niet geplaatst | niet geplaatst |

Vrouwen
| atleet           | onderdeel       | series | series | halve finale   | halve finale   | finale         | finale         |
| atleet           | onderdeel       | tijd   | rang   | tijd           | rang           | tijd           | rang           |
| ---------------- | --------------- | ------ | ------ | -------------- | -------------- | -------------- | -------------- |
| Jessica Makwenda | 50 m vrije slag | 28,96  | 61     | niet geplaatst | niet geplaatst | niet geplaatst | niet geplaatst |